# SN 1998ah
SN 1998ah – supernowa typu Ia odkryta 26 marca 1998 roku w galaktyce A092815-0521. W momencie odkrycia miała maksymalną jasność 22,60m.